# 坂本九
坂本 九（、出生名：さかもと ひさし、1941年〈昭和16年〉12月10日 - 1985年〈昭和60〉8月12日）は、日本の歌手、俳優、タレント、司会者。本名、大島 九（）。愛称は、九ちゃん。
神奈川県川崎市川崎区南町出身。妻は柏木由紀子。柏木との間に娘が2人おり、長女は大島花子、次女は舞坂ゆき子。実祖父は茨城県新治郡田伏村（現在のかすみがうら市）出身の漁師・坂本金吉。またサックス奏者の阿部薫は甥（姉の息子）。
『上を向いて歩こう』『見上げてごらん夜の星を』『明日があるさ』など数多くのヒット曲を出し、全世界におけるレコードの売上は1500万枚以上に達した。また、映画や舞台の俳優、テレビ番組の司会など多岐に渡り活動していたが、1985年に日本航空123便墜落事故に巻き込まれ、43歳で死去した。

## 人物・来歴

### 少年時代
川崎市の荷役請負業「丸木組」の社長・坂本寛（）と妻・いく（旧姓：大島）の第9子（後妻であった実母にとっては3番目）として誕生。9番目に生まれて、そろそろ名前のネタが尽きてきたことから、「九」と命名されたという説がある。また、「九」の読みが「久」に通じるからとも言われている。

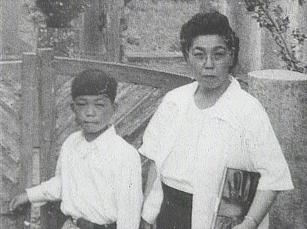
少年時代の坂本（左）と母・いく（1951年）

太平洋戦争中に幼少期を送り、戦争中は母の実家のある現在の茨城県笠間市に疎開した。また川崎在住時代、松あきら一家が坂本家の近所に転居・在住していた時期があり、坂本は松とよく遊んでいたという。
戦争中の1943年10月26日に発生した常磐線土浦駅列車衝突事故で川に転落し、多数の犠牲者を出した車両に、疎開のために笠間に向かっていた坂本は母と乗り合わせていた。ただ、事故の直前に他の車両に移っていたために遭難死を逃れる。成長して周囲の人々にこの一件を聞かされて知り、「笠間稲荷神社の神様が自分を救ってくれた」として、終生信仰していたという。後には、この笠間稲荷神社で結婚式を挙げる。そして、日航機事故で命を落とした時にも、笠間稲荷のペンダントが遺体の身元を特定する決め手となった。
高校生の時に両親が離婚。といっても家は近所で家族の交流は変わらなかった。九など下の兄弟は母親に引き取られ、姓が坂本から大島になった。この前後からエルヴィス・プレスリーに憧れるようになり、右に出る物が他にいなかったと言われるほど、プレスリーの物まねで仲間内の人気者となった。

### バンド時代
高校に上がると、当時不良の音楽で、一部の最も流行に敏感な若者たちに流行り始めていたロックン・ロール（当時は総じてロカビリーと言われていた）にさらに熱を上げ、東京都立川市の米軍基地で初めて人前で歌う。その時に歌ったのがエルヴィス・プレスリーの「ハウンド・ドッグ」リトル・リチャードの「Send me Some Lovin'」だった。

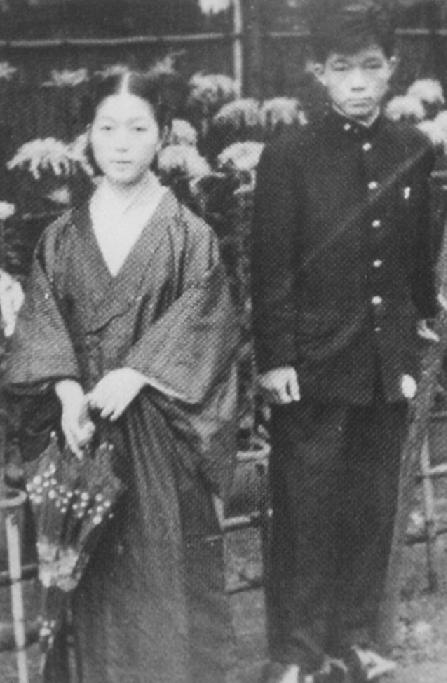
思春期の坂本（右）と姉・八千代（1956年）

1958年5月、日本大学高等学校在学中にバンド・ボーイを経て、当時ロカビリーバンドとして活動していた井上ひろしとザ・ドリフターズ（後の桜井輝夫とザ・ドリフターズ、のちのザ・ドリフターズ）に加入し、ボーカル兼ギターを担当。8月26日にはロカビリー歌手として第3回日劇ウエスタンカーニバルに初出演し、新人賞を受賞する。11月に芸能界の苦しさも経験し、母親の反対を押し切って入った芸能界が、どうも間違いだったと思い始めていた坂本は、学校を休学して芸能活動をしていたので、「芸能界を一旦休業して学業に専念する」と引退してしまった。しかし渡辺美佐の妹である曲直瀬信子は、坂本家まで通い、坂本と母親とを強く説得。そして初代ドリフターズのリーダー岸部清をも説得し、事実上の引き抜きという形で坂本はドリフターズを脱退。12月に水原弘の抜けたダニー飯田とパラダイス・キングの一員としてビクターレコードと契約。1959年6月に「題名のない唄だけど」でデビューしたが、ヒットしなかった。
無名時代、平尾昌章、ミッキー・カーチス、山下敬二郎などが出演した、日劇ウエスタンカーニバルに事務所の意向を無視して無理やり出演。バックでギターを弾いていたが、当初は知られることがなかったがのちに上記の新人賞を受賞している。
ダニー飯田とパラダイス・キング加入でヒットしてテレビに出る以前のライブ時代の九は、新品のギターを叩き壊すなどのパフォーマンスもする、パワフルでワイルドなロックン・ロールスタイルだった。

### ソロ転向、世界的スターに
1960年7月に、東芝音楽工業に移籍。同年8月に、移籍後第1弾シングルとして発売した「悲しき六十才」が10万枚を売り上げ、初ヒットとなった。
1961年10月15日リリースの「上を向いて歩こう」は日本国外でも大ヒットし、作詞の永六輔、作曲の中村八大と合わせて六八九トリオと呼ばれた。中でも1963年には、SUKIYAKIと題してアメリカでもっとも権威のあるヒットチャート誌『ビルボード』の「Billboard Hot 100」で、3週連続1位を獲得、キャッシュボックス誌でも4週連続1位を獲得。Billboard Hot 100で1位を獲得した日本出身者は2025年1月現在、坂本だけである。この曲は後に英語歌詞が付いたが、1位を獲得したのは坂本の歌う日本語版であり、その点でもこれまで唯一の例である。
この曲のヒットに伴い、1963年、坂本はスティーブ・アレン・ショーに招かれ渡米する。エド・サリヴァン・ショーにも招かれたが、自身が主役の映画「刀を抜いて」の撮影スケジュールと合わず、エドのほうは出演は叶わなかった。渡米の際、キャピトル社長一家、当時のニューヨーク市長、クインシー・ジョーンズ、ディズニーランド副社長や多くのアーティストや著名人と対面しており、空港には1万人のファンが集まるなど、非常に歓迎された日本人だった。妻の柏木によると、結婚後、柏木と坂本がプライベートでロサンゼルスに行ってアーティストのショーを観客席で見ていたとき、「SUKIYAKIのキュー・サカモトが来ている」と司会者に紹介されたという。1963年海外遠征を行い、この時ドイツにおいてはナチス式敬礼をしながらドイツ語で歌唱する姿が記録に残っている。
また、この「上を向いて歩こう」は1964年に米国内でのレコード累計販売枚数が100万枚を超えたため坂本は日本人初の「ゴールドディスク」を受賞した。

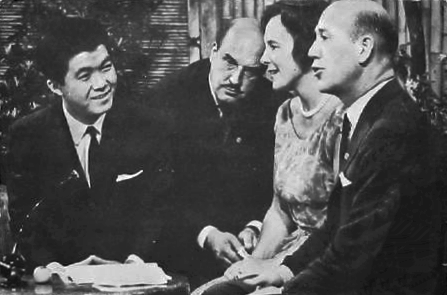
スウェーデンのトーク番組でインタビューを受ける坂本（1964年10月）

一方で、1963年9月18日、ボクシングの世界タイトルマッチ（海老原博幸対ポーン・キングピッチ戦）で、試合前に君が代の斉唱を行い不評をかう出来事があった。
「上を向いて歩こう」の世界でのヒットにより世界的に名前が知られたことで、国際的な活動も多かった。1964年の第18回オリンピック東京大会のウェルカムパーティーにゲスト出演し、「サヨナラ東京」と「君が好き」を歌った。
資金難だった東京パラリンピックをチャリティコンサートで寄付金支援した。
1970年の日本万国博覧会で若手芸能人の万国博委員に起用される。さらに、読売テレビ『クイズEXPO'70』の司会にも起用された。
タレントとして、テレビの司会や映画、舞台でも活躍した。役者としては晩年の榎本健一（1970年1月没）には特に気に入られ、自宅に呼ばれて様々な指導を受け「俺を踏み台にして、俺を超える役者になれ」と口癖のように言われたという。
また、「あゆみの箱」運動、手話を広げる運動、障碍者福祉関係の慈善活動に積極的に参加していた。
1971年12月8日に女優の柏木由紀子と結婚。
「上を向いて歩こう」がヒットする最中、北海道夕張市を中心に当時流行していた小児麻痺の為の「チャリティーショー」が1962年から札幌テレビ放送主催の下、北海道札幌市で開かれ、坂本は無報酬で出演した。以来、毎年10年間北海道でチャリティーショーを続け、それをきっかけに1976年札幌テレビ放送制作の福祉番組「ふれあい広場・サンデー九」に取り組む。月に2回北海道の施設を取材し番組は作られた。この番組は急逝まで9年間、日曜朝9時から30分間放送された。番組の中、コンサートでも披露されたが、日本初の手話の歌「そして想い出」を1979年発表。全国ろうあ者大会で披露した。
当時、坂本はヒットについて岡本太郎に声をかけられると、周囲からの重圧についての葛藤を泣きながら語っていたという。

### 独特の歌唱法
坂本は、幼少時から兄弟や花街という土地柄や稼業などの影響で、日本の曲はもとより、外国の曲の影響も多分に受けて育っていた。小学生の頃から「ハリー・ジェイムスのトランペットは色っぽい」「歌舞伎の所作がいいね」などというほど、自然に芸事や洋楽に触れていて当時としてもとてもハイカラな環境で育った。家族兄弟でいうと、ジャズ、シャンソン、芝居、日舞、三味線、邦楽など、一通りの影響を強く受けた。また、兄弟の影響でヨーデルにも手を出して、のちにそれを生かしたファルセットボイスを「恋のホームタウン」や「ステキなタイミング」などで生かしている。
三味線片手にさのさも歌えば、小学生の頃からナット・キング・コールも歌い、中学生になると三味線をギターに持ち替えて当時最も新しい音楽のロックンロールに感化されていく。「う〜えをむ〜いて」を「ウフエヘヲホムフイテ」というように言葉の裏の音「ウフ」「エヘ」「オホ」と、邦楽の素養も、洋楽の要素も持ちながら表現した独特の歌い方は、だれもやっていない当時最も斬新な歌い方であったと九重佑三子がのちに回想している。また、斬新で新しい歌唱法と同時に、当時はまだまだロックン・ロール（ロカビリー）は音楽的な市民権を得てなかったこともあり、坂本の歌はとても個性的で注目されたが、保守的な大人からはそれほど評価は高くなかった。デビュー当時は、本人も大好きなアメリカンポップス、ロックをカバーして歌っていたこともあり、カバー歌手はほかにもいたが、体の芯から理解して日本語を英語のようなグルーヴで歌うのも初めての歌手だった。また、キーが高めで軽いハスキーな声質も個性的であった。

### 航空機による事故死
1985年にレコードレーベルをファンハウスに移籍。5月22日に移籍後第1弾シングル「懐しきlove-song/心の瞳」を発売して、再び歌手活動を本格化させようとしていた。8月9日には、中村八大のコンサートで「もう一度、六・八・九としてやり直したい、歌手としてやり直したい」という意志を伝え、中村と再度の意気投合を誓っていたという。
坂本は8月11日夜にテレビ番組『クイズクロス5』の収録のため広島県広島市に移動し、翌12日に同番組の収録（同年8月16日放送分）を行った。当初の予定では、『クイズクロス5』の収録後に、岡山から車で直接大阪入りする予定だったが、夏休み休暇中のうつみ宮土理の代役として急遽『歌謡スペシャル』（NHK-FM放送）の司会を務めることになったため、一旦帰京した。このため、この『歌謡スペシャル 秋一番！坂本九』の収録が、坂本の生前最後の仕事となった。この番組の中で坂本は、「ステキなタイミング」、「上を向いて歩こう（欧陽菲菲とのデュエット）」、「For The Good Times」、「ウィ・アー・ザ・ワールド」、「心の瞳」、「親父」、「見上げてごらん夜の星を」、「懐しきlove-song」を披露したほか、同年6月8日に「古賀政男記念音楽大賞」で入賞したことに触れ、「とても嬉しかった。これからも皆さんと一緒に、いつまでも歌い続けていきたい」と、将来への抱負を語っていた。
その後、大阪府在住で自身の元マネージャーの香川弘行が立候補した、同年9月9日実施予定の羽曳野市議会議員選挙に応援として、翌13日に行われる事務所開きに駆けつける途中、日本航空123便墜落事故に巻き込まれ死亡。43歳没。
坂本は本来、国内移動には日本航空ではなく、基本的に全日空を使っており、所属プロダクションや妻の由紀子も「手配は必ず全日空で」と指定していたほどだった。しかし、当日は全日空便が満席で、飛行機やホテルなどを手配した招待側の側近はチケットを確保できず、仕方なく確保したのが日本航空123便であった。坂本と親交があったプロボウラーの矢島純一は、事故の1週間前に坂本の家でこの件を知らされ、全日空に変えることを勧めたが、坂本は「せっかく送ってもらったから」と言って変えなかったという。事故の数日前、「日航の切符を事務所に送る」という電話が入っていたが、当時電話を受け取った由紀子は事故が起こるまで特に気に留めていなかった。そのため、家族も事故当日のうちに乗客名簿が発表されるまで、事故機に乗っているはずがないと信じていた。
しかし、日本航空より発表された乗客名簿の中に「オオシマ・ヒサシ」と「コミヤ・カツヒロ」（小宮勝廣、坂本が所属するマナセプロダクションのマネージャー）の名が記載されていたことで、事故に遭遇したことは確実となった。坂本と共に事故に遭った小宮は、当日早めに羽田空港へ行き、全日空便への振替を何度も交渉したが、盆という時節柄叶わず、やむを得ずこの事故機に乗ったという。
坂本と小宮は、政治家や著名人が利用することの多いボーイング747SR-100の2階席、右列の前方から4番目（64列）に搭乗していた。坂本は、ハンティングワールドのボストンバッグを機内に持ち込んでおり、墜落現場で発見・回収された。その中に録音機能付きのウォークマン（WM-F85）が入っていたため、家族は遺言が入っていないかと気に掛けていたが、テープには当時頻繁に聴いていた「ウィ・アー・ザ・ワールド」が入っていただけで、それ以外には何も録音されていなかった。
事故翌日の8月13日には、事前収録の坂本本人が出演する、フジテレビ『なるほど!ザ・ワールド』200回記念が放送された。この時点では安否不明の状態であったため敢えて放送され、番組の最後ではブラックバックに「坂本九さんの無事をお祈りします」というコメントが寄せられた。墜落から99時間後の16日深夜、家族らによって遺体が確認された（遺体が発見されたのは14日頃）。遺体は損傷が激しかったが、普段から身に着けていた笠間稲荷のペンダントが胸に突き刺さっていたことと、首の太さが確認の決め手となった。また、墜落現場では両手で足首を掴み頭を膝の中に入れる安全姿勢をとった姿で発見されており、即死状態であったという。遺体は翌8月17日5時前に東京都目黒区柿の木坂の自宅に到着した。
1985年8月17日放送のテレビ番組『キッチンパトロール』では、遺体が確認された翌日であったため、番組冒頭に坂本の死去を伝え哀悼の意を示すテロップ、収録日を示すテロップが番組の前半と後半に表示されつつ、元気な姿が放送された。また、同じく遺体が確認されてから最初の放送となった8月21日放送のフジテレビ系「夜のヒットスタジオDELUXE」では、森進一が当初予定していたオリジナル曲「うさぎ」の歌唱を急遽取り止め、坂本へ哀悼の意をこめ「見上げてごらん夜の星を」を涙ながらに熱唱し、スタジオにいた出演者とスタッフのみならず、多くの視聴者の涙を誘った。
葬儀は8月18日11時より、自宅で密葬の形で行われ、本葬は9月9日に増上寺で執り行われた。そして、札幌テレビ放送で福祉番組『ふれあい広場・サンデー九』を担当していたこともあり、坂本の遺族と一緒に亡くなった小宮の遺族を札幌市内のSTVホールに招き、障害者とその家族だけを対象にした「偲ぶ会」として一般葬儀も執り行われた。
戒名は「天真院九心玄聲居士（）」。墓所は東京都港区にある長谷寺。墓には「見上げてごらん夜の星を」の歌詞の一部が刻まれている。また、同じ墓所の至近に、坂本が敬愛していた榎本健一の墓がある。
親交があった石倉三郎夫妻の媒酌人を由紀子と務めることになっていたが、式の直前に坂本が亡くなったため、実現しなかった。
この事故の影響で元マネージャーの香川は一旦立候補を取り下げようとしたが、周囲の励ましがあり出馬し、当選した。

## 没後
坂本の不慮の死は、日本音楽界・歌手界、そして芸能界にとって大きな損失と言われたほか、福祉界においても大きな損失と言われた。
坂本は前述の「サンデー九」の一環で北海道夕張郡栗山町と交流があったことから、逝去後栗山町に「坂本九思い出記念館」が設立され、関連の展示がなされている。
坂本が主題歌（作詞：山川啓介、作曲：福田和禾子）を歌唱していたNHK教育テレビジョン『たんけんぼくのまち』については、坂本の没後にチョーさん役で番組に出演していた長島雄一が引き継いで歌唱した。なお、坂本の生前は1番のみだったが、長島が2番と3番の歌詞を書き下ろしている。
坂本を記念して命名された、(6980) Kyusakamoto という小惑星がある（発見は1993年、命名は1998年）。小惑星番号の6980を「六八九トリオ」にかけたものである。
坂本が最後に歌った「心の瞳」は、結果的に遺作となってしまったが、横山潤子などによって編曲され、現在では混声3部合唱として主に中学生に歌われている。また、「明日があるさ」は2000年8月より約1年半間にわたり缶コーヒーの広告に起用され、広告曲を歌ったウルフルズによる『明日があるさ』はオリコン4位を獲得し、出演する吉本興業所属タレント達によるRe:Japanが結成されるといった現象が起き、坂本の楽曲が再び注目されるようになった。
2007年3月4日より、ゆかりの地茨城県笠間市の中心駅である東日本旅客鉄道（JR東日本）常磐線友部駅で「明日があるさ」・「上を向いて歩こう」・「幸せなら手をたたこう」のアレンジが発車メロディとして使用されている。これは、笠間市（旧：友部町）が、坂本が戦時中の学童疎開で滞在し育った街であるということと、駅舎を橋上駅舎に改築したことの記念という意味を込めたものである。さらに2012年7月24日には、常磐線岩間駅の橋上駅舎完成に合わせ、「幸せなら手をたたこう」・「レットキス」の発車メロディを導入している。2014年4月29日には、水戸線笠間駅でも岩間駅と同じ発車メロディが導入された。
2008年12月20日からは、坂本の出生地である神奈川県川崎市の京浜急行電鉄京急川崎駅で、「上を向いて歩こう」が接近メロディとして使用されているほか、2016年12月10日からは、JR東日本川崎駅1・2番線（東海道線ホーム）で、同曲が発車メロディとして使用されているメロディの制作はいずれの駅もスイッチで、編曲は京急側が塩塚博、JR東日本側は福嶋尚哉が担当した。また、日本のサッカーチームの川崎フロンターレのホームゲーム後に「心の瞳」が流れている。

## 坂本九を演じた俳優
- 山口達也 - 『上を向いて歩こう 坂本九物語』（テレビ東京系列、2005年8月21日放送）
劇中に使われる主演映画のポスターは、オリジナルの坂本の顔を同じ髪型にした山口に差し替えたものである。なお、本作には坂本の次女である舞坂ゆき子が父の姉（舞坂にとっては父方の伯母）にあたる遠藤八千代役で出演している。
- 錦戸亮 - 『トットてれび』（2016年、NHK総合）
- 林部智史 - 『トットちゃん!』（2017年、テレビ朝日系列）

## ディスコグラフィ
情報は「公式サイト」などを参照した。
ダニー飯田とパラダイスキングで発売された楽曲は、ダニー飯田とパラダイスキングを参照。

### シングルレコード
| 発売日         | レーベル     | 品番      | A面 （表題曲）             | B面 （カップリング曲）                     | 備考 |
| -------------- | ------------ | --------- | -------------------------- | ------------------------------------------ | --- |
| 1961年10月15日 | 東芝レコード | JP-5083   | 上を向いて歩こう           | あの娘の名前はなんてんかな                 | - NHK「夢であいましょう」昭和36年10月と11月の歌 - A面は日本国内外で爆発的ヒットを記録した代表曲の一つ。 |
| 1961年12月1日  | 東芝レコード | JP-5090   | いつもアイラヴユー         | シンデレラ                                 | - A面は森山加代子とのデュエット。 - B面は森山加代子のソロ。 |
| 1962年4月1日   | 東芝レコード | JP-5102   | 戦場に陽は落ちて           | 花咲く街角                                 | - A面はリトル・リチャード、B面はデル・シャノンの曲をカバー。 |
| 1962年5月1日   | 東芝レコード | JP-5114   | もう一人のボク             | 初めてのラブレター                         | |
| 1962年8月1日   | 東芝レコード | JP-5141   | ボクの星                   | ヒゲの唄                                   | - A面は、松竹映画「九ちゃん音頭」主題歌。 |
| 1962年10月1日  | 東芝レコード | JP-5153   | レッツ・ゴー物語           | カマ・カマ・ベイビー                       | |
| 1962年11月1日  | 東芝レコード | JP-5170   | 一人ぼっちの二人           | 君なんか君なんか                           | - A面は日活映画「一人ぼっちの二人だが」主題歌。 |
| 1963年2月28日  | 東芝レコード | JP-1523   | 九ちゃんのツンツン節       | グッドバイ・ジョー                         | - A面は作曲者不詳の伝承歌のメロディに坂本が作詞。 - B面はアルマ・コーガンの楽曲をカバー。 |
| 1963年5月1日   | 東芝レコード | JP-5217   | 見上げてごらん夜の星を     | 勉強のチャチャチャ                         | - A面は創作ミュージカル「見上げてごらん夜の星を」主題歌 - B面は創作ミュージカル「見上げてごらん夜の星を」挿入歌 |
| 1963年7月      | 東芝レコード | JP−5083   | 上を向いて歩こう スキヤキ  | あの娘の名前はなんてんかな                 | - 再プレス盤。 |
| 1963年9月1日   | 東芝レコード | JP−5246   | 帰りたい僕                 | 刀を抜いて                                 | - A面はNHK「夢であいましょう」昭和38年4月の歌。発表当時の曲名は、「ぼく帰りたい」。 - B面は、東映映画「九ちゃん刀を抜いて」主題歌。 |
| 1963年12月1日  | 東芝レコード | JP-5263   | 明日があるさ               | 夢を育てよう                               | - 2曲とも青島幸男が作詞、中村八大が作曲した。 - A面は 1999年、ダウンタウンらが出演した「ジョージア」（日本コカ・コーラ）のCMソング（Re:Japanによるカバー）で脚光を浴びる。 |
| 1963年12月1日  | 東芝レコード | TR-1039   | 勝利の旗                   | ブブンブンブンジャイアンツ                 | - A面は東京映画「ミスタージャイアンツ勝利の旗」主題歌。 - B面は柴田勲による歌唱。 |
| 1963年12月15日 | 東芝レコード | TR-1051   | 困っちゃうよ               | かもめのように                             | |
| 1964年5月15日  | 東芝レコード | TR-1079   | 幸せなら手をたたこう       | 手のひらの唄                               | - 原曲はアメリカ民謡だが、発売当時では作詞・作曲者不詳（編曲者は有田怜）となっていた。 - 原曲とはメロディが一部異なっている。 |
| 1964年7月15日  | 東芝レコード | TR-1099   | サヨナラ東京               | 君が好き                                   | - 東京オリンピックのウェルカムパーティーで坂本が、各国選手団・外交使節団の前で2曲を歌唱した。 - B面は、NHK「夢であいましょう」昭和39年4月の歌。 |
| 1964年10月5日  | 東芝レコード | TP-1005   | 夜明けの唄                 | もし好きになったら                         | - 規格品番のTPナンバーはステレオ盤。 - A面は、NTV連続ドラマ「ぼうや」挿入歌。 |
| 1964年10月5日  | 東芝レコード | TP-1053   | ともだち                   | 行ってみよう                               | - 宮城県立西多賀養護学校(現在の宮城県立西多賀支援学校)の応援歌として制作された曲。また、『あゆみの箱』のテーマソングとなった。 |
| 1965年4月15日  | 東芝レコード | TR-1149   | 九ちゃん音頭               | 九ちゃんのツンツン節                       | - カップリング替えで2曲とも再発。 |
| 1965年4月15日  | 東芝レコード | TR-1150   | 上を向いて歩こう           | あの娘の名前はなんてんかな                 | - 再発盤。ジャケット写真は一新している。 |
| 1965年5月15日  | 東芝レコード | TP-1080   | 涙くんさよなら             | 真ん中とはじっこ                           | - A面はジャニーズ・和田弘とマヒナスターズ・ジョニー・ティロットソンとの競作。 |
| 1965年9月5日   | 東芝レコード | TP-1120   | ミーケとマライケ           | ガラスの涙                                 | - B面は海汀による歌唱。 |
| 1965年11月5日  | 東芝レコード | TP-1168   | 幸せのうた                 | 今日も元気で                               | - 2曲とも九重佑三子とのデュエット。 |
| 1965年2月5日   | 東芝レコード | TP-1183   | 僕が君なら                 | 僕と今夜                                   | - B面はNHK「夢であいましょう」昭和40年5月の歌。 |
| 1966年12月5日  | 東芝レコード | TP-1183   | あした天気になーれ         | おーい雲                                   | - A面はNHK「今日のうた」より、B面はテレビ映画「おーい雲」主題歌。 |
| 1966年3月5日   | 東芝レコード | TP-1230   | 口笛だけが                 | 涙                                         | |
| 1966年7月5日   | 東芝レコード | TP-1302   | 結構だね音頭               | 下町の青春                                 | - A面はNTV「九ちゃん」より、B面はNET今井正アワー「下町の青春」主題歌。 |
| 1966年8月5日   | 東芝レコード | TP-1317   | 哀しみのバイパス           | あの人と？                                 | |
| 1966年9月15日  | 東芝レコード | TP-1351   | レットキス（ジェンカ）     | 皆んなで笑いましょ                         | - 作詞は永六輔。フィンランドのラウノ・レティネン (Rauno Lehtinen) 作曲だが、発売当時は作曲者不詳となっている。 - 9月15日発売時のA面の曲名は「ジェンカ」だったが、11月に曲名を改めて発売。東芝レコード月報（MONTHLY SUPPLEMENT）1966年11月号では、タイトルは「ジェンカ」となっている。                                                                                       |
| 1966年11月5日  | 東芝レコード | TP-1355   | まあるくなった             | しあわせの色                               | - 鹿児島県「家庭の日」の歌。 |
| 1967年1月15日  | 東芝レコード | TP-1395   | 夢はどこにある             | 街角の歌                                   | - 2曲とも松竹映画「九ちゃんのでっかい夢」主題歌。 |
| 1967年3月1日   | 東芝レコード | TP-1410   | 世界の国からこんにちは     | これが音楽                                 | - A面は日本万国博のテーマソングで各社競作。坂本のバージョンは、作曲者の中村八大が編曲も手がけ、第19回NHK紅白歌合戦では坂本による歌唱で披露した。 - B面はNHKテレビ「音楽の花ひらく」テーマ・ソング。 |
| 1967年5月15日  | 東芝レコード | TP-1466   | さよなら さよなら          | セッセで踊ろう                             | |
| 1967年6月15日  | 東芝レコード | TP-1482   | エンピツが一本             | うちの大物                                 | - B面はフジテレビ「うちの大物」主題歌。 |
| 1967年10月5日  | 東芝レコード | TP-1537   | 少女                       | 夕陽のなかを                               | |
| 1967年12月25日 | 東芝レコード | TP-1574   | ラヴ・ラヴ・ラヴ           | 久し振りのあなた                           | |
| 1968年3月1日   | 東芝レコード | TP-2001   | 窓を開けはなしてみよう     | 今日かぎりの恋                             | |
| 1968年5月1日   | 東芝レコード | TP-2009   | 太陽はさんさん             | 恋のラベンダー                             | |
| 1968年6月21日  | 東芝レコード | TP-2020   | 若者たち                   | 想い出の砂浜                               | - A面はテレビ映画「若者たち」主題歌。B面は坂本九自身の作詩・作曲による。 |
| 1968年9月10日  | 東芝レコード | TP-2053   | コングラチュレーションズ   | 恋の終り                                   | - A面はクリフ・リチャードの楽曲をカバー。B面は坂本九自身の作詩・作曲による。 |
| 1969年4月1日   | 東芝レコード | TP-2143   | おねがいです               | 大人だからサヨナラ                         | |
| 1969年6月1日   | 東芝レコード | TP-2166   | 蝶々                       | 自動車コブーブーブー                       | |
| 1969年7月      | 東芝レコード | TP-2180   | ともだち                   | 涙くんさよなら                             | - 2曲とも再発。 |
| 1969年8月10日  | 東芝レコード | TP-2193   | 遠い昔の母の胸に           | 見上げてごらん夜の星を                     | - 前々作「蝶々」（1969年6月。なるせ・みよことの競作）が理不尽な放送禁止（それ以前に、他の人が歌った卑猥な替え歌が広まっていたという理由であった）を受けたために、急遽、坂本がかねてから作っていた曲に歌詞をつけて発売された。坂本が歌いたいと願っていた「母の歌」でもある。                                                                                                 |
| 1969年10月1日  | 東芝レコード | TS-1073   | 自動車コブーブーブー       | レットキス（ジェンカ）                     | - 2曲とも再発。 |
| 1969年10月1日  | 東芝レコード | TP-2233   | 誰かと誰かが               | 白いラブレター                             | |
| 1970年7月5日   | 東芝レコード | TP-2298   | みんなでつくろう           | マイ・マイ・マイ                           | |
| 1970年12月21日 | 東芝レコード | TP-2364   | わかるだろう               | だれも知らない                             | - B面はNHK総合TV「歌はともだち」より。 |
| 1971年5月5日   | 東芝レコード | TP-2425   | この世のある限り           | マドンナ                                   | |
| 1971年9月25日  | 東芝レコード | TP-2538   | 銀座の夜                   | フライパンの歌                             | |
| 1972年2月5日   | 東芝レコード | TP-2614   | 太陽と土と水を             | ねんりん                                   | |
| 1972年6月5日   | 東芝レコード | TP-2598   | ぼくにまかせておくれ       | 雨あがり                                   | |
| 1972年12月1日  | 東芝レコード | TP-2778   | クラップ・ユア・ハンド     | 追憶                                       | - A面は世界歌謡祭・日本歌謡祭・ポピュラーソングコンテストテーマ曲。 |
| 1973年5月5日   | 東芝レコード | TP-2810   | 夜も昼も                   | 季節の谷間で                               | - A面はTBS系列ドラマ「まんまる四角」オープニングテーマ。 |
| 1973年12月1日  | 東芝レコード | TP-2810   | 夕やけの空                 | めぐる糸車＆仁・義・礼・智・忠・信・孝・悌 | - NHK総合TV連続人形劇「新八犬伝」のエンディングテーマ。 - 「新八犬伝」で使われる夕やけの空は、レコード音源とは別の音源である。 - 「夕焼けの空」とも表記されていることがある。 |
| 1975年4月20日  | 東芝レコード | TP-20109  | 泣きたくなったら空を見よう | 若者は                                     | |
| 1975年12月1日  | 東芝レコード | TP-20208  | WHY（若者たち）            | ELIMO（襟裳岬）                            | |
| 1976年1月20日  | 東芝レコード | TP-20218  | うちのお父さん             | 東京                                       | |
| 1976年10月     | 東芝レコード | TP-20218  | 何かいいことありそうな     | その方がいい                               | - 北海道限定で発売されたシングル。 - A面は札幌テレビ『ふれあい広場・サンデー九』主題歌。 |
| 1976年10月5日  | 東芝レコード | TP-10085  | レットキス（ジェンカ）     | 皆んなで笑いましょ                         | - 再発盤。ジャケット写真も新発売時のものと同一。 |
| 1976年10月5日  | 東芝レコード | TP-10118  | 上を向いて歩こう           | 幸せなら手をたたこう                       | - ベスト・カップル・シリーズでの再発盤。このレコードよりB面の作詞者と原曲がクレジットされた。 |
| 1978年10月5日  | 東芝レコード | TP-10466  | 自由への旅立ち             | 夜のしずく                                 | |
| 1979年6月20日  | 東芝レコード | TP-10599  | あの時の約束               | そして想い出                               | - B面曲の「そして思い出」は、当時まだ手話が聾学校でも使用が認められておらず、聴覚障害者の間で独自に発展していたことや、そのために健常者との本音でのコミュニケーションが取れないことに悩む子供が多かったことを憂いた坂本が「手話の歌を作りたい」と永六輔に持ちかけて、手話通訳者の丸山浩路が協力、中村八大が作曲した、世界で初めての「手話で歌うことを前提とした歌」である。 |
| 1980年4月5日   | 東芝レコード | TP-10698  | 結婚通知                   | 夜明け夕焼け                               | |
| 1980年11月21日 | 東芝レコード | ETP-17074 | マイタウン・マイハート     | トライ・トライ・トライ                     | |
| 1982年2月21日  | 東芝レコード | ETP-17288 | 親父                       | 独身ぐらし                                 | - A面は亡き父に捧げた曲で、坂本自ら作詞・作曲を担当した。 |
| 1983年8月21日  | 東芝レコード | TC-19013  | 夢みる子ねこ               | 馬のシッポ ぶたのシッポ                    | - A面はデューク・エイセスによる歌唱。 - 2曲ともNHK「こどものうた」作詞作曲コンクール優秀曲。 |
| 1983年11月21日 | 東芝レコード | ETP-17543 | ぶっちぎりNO文句           | おとなの童話〜今だからいうけれど〜         | - 覆面歌手「XQS（エクスキューズ）」として発売。目と口だけ穴を空けた紙袋を被りスーツに黒タイツに革靴という出で立ちで踊りながら歌うプロモーション映像が「おはようスタジオ」や「歌う天気予報」などのテレビ番組に登場し、視聴者に強烈なインパクトを与えた。 |
| 1985年5月22日  | ファンハウス | 07FA-1038 | 懐しきlove-song            | 心の瞳                                     | - ファンハウス（現在のアリオラジャパン）移籍後第1弾シングルとして発売されたが、3ヶ月後に逝去したため遺作となった。 - B面は、後に合唱曲として知られるようになる。 |
| 1985年9月28日  | 東芝EMI      | TP-2193   | 見上げてごらん夜の星を     | 明日があるさ                               | - 東芝EMIから発売。 |

### アルバム

#### 30cm・25cm　LPレコード
| 発売 年月日                 | アルバムタイトル            | 規格品番 | 備考 |
| --------------------------- | --------------------------- | -------- | --- |
| 1960年                      | 九ちゃんとパラキン          | JP0-1080 | |
| 1961年（1961年9月 新譜）    | 九ちゃんとパラキン 第２集   | JP0-1117 | - 坂本がメインボーカルの楽曲は、「九ちゃんのズンタタッタ」「月夜に歩けば」「カレンダー・ガール」「おんぼろ汽車ポッポ」の4曲。                   |
| 不詳（1962年3月 臨発）      | 九ちゃんとパラキン 第３集   | JP0-1171 | - 坂本がメインボーカルの楽曲は、「九ちゃん音頭」「モデル・ガール」「上を向いて歩こう」「何処かでだれかが」「あの娘の名前はなんてんかな」の5曲。 |
| 不詳（1962年10月20日 臨発） | ボクの星 坂本九ヒットソング | JP0-1233 | |

#### 30cm・33cm　LPレコード
| 発売 年月日    | アルバムタイトル                                  | 規格品番          | 備考 |
| -------------- | ------------------------------------------------- | ----------------- | --- |
| 1963年         | 九ちゃんの歌                                      | TLP-3001(TR-7006) | |
| 1964年8月      | 九ちゃんの唄 第2集 ゴールデンレコード受賞記念盤   | TR-7003           | |
| 1964年12月25日 | ミュージカル 見上げてごらん夜の星を               | TP-7050           | - 第19回文部省（当時）芸術祭参加作品。 - 作・構成：永六輔、音楽：いずみたく - 出演者：坂本九、九重佑三子、越路吹雪、ダニー飯田とパラダイスキング、大貫ゆみ子 - 1992年7月29日にCD化された。 |
| 1966年10月5日  | 坂本九リサイタル                                  | TP-7131           | - 1966年4月3日、東京厚生年金会館大ホールで収録。演奏：小俣尚也とドライビングメン 構成：永六輔                                                                                              |
| 1967年1月15日  | 九ちゃん明治を歌う                                | TP-7156           | |
| 1967年7月5日   | 九ちゃんのベスト・ヒット・パレード                | TP-71947          | |
| 1968年         | ピーターと狼 PETER AND THE WOLF                   | AA-7355           | - カラヤン指揮 フィルハーモニア管弦楽団 - 坂本は、ナレーターとして参加。 |
| 1968年5月1日   | 坂本九オン・ステージ                              | TP-9002           | - 1967年、11月5日渋谷公会堂で収録。 |
| 1968年7月10日  | 九ちゃんと歌おう                                  | TP-7331           | - 演奏に東芝レコーディング・オーケストラが参加。 |
| 1970年5月5日   | 坂本九ひっと・ぱれーど                            | TR-6127～6128     | - 演奏に東芝レコーディング・オーケストラが参加。 - 2枚組。 |
| 1972年7月5日   | 坂本九 プレスリーを唄う                           | TP-8176           | |
| 1974年12月1日  | 坂本九全曲集                                      | TP-60009          | |
| 1975年12月1日  | ターニング・ポイント TURNING POINT                | TP-72119          | |
| 1985年10月19日 | 九・メモリアル                                    | JP-80184          | - 東芝EMIとファンハウスから、追悼盤として急遽発売された。 |
| 1979年6月20日  | 689                                               | TP-80078          | - 六八九トリオによるコンテンポラリー楽曲で構成。坂本九唯一のコンテンポラリー・オリジナルアルバムでもある。                                                                                 |
| 不詳           | ジャパニーズ・グラフティ20 スター・ヒット・キット | ETP-60185         | - 坂本、九重佑三子がメインボーカルを担当する楽曲も収録されている。 |

#### アルバムCD
| 発売 年月日    | アルバムタイトル                                                           | 規格品番        | 備考 |
| -------------- | -------------------------------------------------------------------------- | --------------- | --- |
| 1985年12月21日 | BEST NOW 坂本九 上を向いて歩こう                                           | CA32-1204       | |
| 1989年7月12日  | BIG ARTIST best COLLECTION 坂本九                                          | CT25-9042       | - 1960年代の楽曲を中心に収録。 |
| 1989年9月7日   | 坂本九 メモリアル・ボックス 1941-1985                                      | TOCT-8551       | - 全てのシングルス（カップリング含む）作品と、1960年代後半以降のアルバム楽曲の大半と、未発売楽曲を収録。近年まではEMI直営通販の「EMIミュージック・ジャパンショップ」で販売していたが現在は廃盤。なお、アルバム楽曲についてはマスターテープを発掘できず、レコード盤の再生から収録したと断り書きがある。 |
| 1989年9月7日   | VERY BEST OF KYU SAKAMOTO                                                  | TOCT-8560       | - 「坂本九 メモリアル・ボックス 1941-1985」と同時発売された。 - 「悲しき60歳」から「懐しきLove-Song」までを選り抜いた25曲を収録。1970年代以降の収録楽曲は初CD化となる。 |
| 1993年1月27日  | 九ちゃんとパラキンのヒット・キット・パレード**                             | TOCT-6905・6906 | |
| 1998年3月28日  | 坂本九・シングルズ KYU SAKAMOTO Singles                                    | TOCT-10259〜60  | - 「悲しき60歳」から「そして思い出」まで選り抜いたシングルス作品を収録。ライナーノーツの代わりとして、オリジナルのレコードジャケット（裏面の歌詞などを含む）を1枚ずつCDライナーサイズに縮小したものを封入。後年のシングル全集ではカットされた「新八犬伝のテーマ」もシングルレコード盤のままで収録されている。 |
| 1998年9月22日  | プロコフィエフ ピーターと狼                                                | TOCE-3482       | - レコードで発売されたものをCD化。ナレーションに坂本が担当。 |
| 2002年6月19日  | 坂本九 ゴールデン☆ベスト                                                   | TOCT-10851      | - 『ゴールデン☆ベスト』シリーズ。1960年代の楽曲を収録。 |
| 2002年6月19日  | 音得シリーズ 坂本九 ベスト30                                               | TOCT-0251       | - 『音得-OTOKU-』シリーズ。「悲しき六十才」から1966年までの楽曲を選り抜いた30曲を収録。紙ジャケット仕様。 |
| 2004年7月22日  | 坂本九シングル全集                                                         | TO-10376        | - シングルス全てをリマスタリングの上収録。6枚組で9999円と、九にちなんだ価格となっている。 |
| 2004年8月4日   | 坂本九メモリアルベスト                                                     | TOCT-25439      | - シングル全集との連続企画で同作から選り抜いた19曲を収録。 - ボーナストラックとして、1963年にキャピトル・レコードで録音されて全米向けに発売された「CHINA NIGHTS」を日本向けとして初収録。 |
| 2005年3月30日  | 九ちゃんとパラキン 第3集                                                   | TOCT-16001      | - レコードで発売されたものをCD化。 |
| 2005年10月26日 | CD＆DVD THE BEST 〜上を向いて歩こう                                        | TOCT-25827      | - 1960年代から1970年代までの楽曲を選り抜いたベスト盤でDVDを同封。ボーナストラックとして、1984年頃に録音された坂本のボーカルをミキシングして編曲された、柏木由紀子とのデュエット「あの日の約束（坂本九作詞曲・三木たかし編曲）」が収録されている。なおこの楽曲は2004年9月に開催された「坂本九音楽祭」で初披露された。 - DVDには、いわゆる蔵出しとして、1983年頃に撮影され事務所で保管されていた歌謡ショーの秘蔵映像から4曲分が収録されている。 |
| 2007年9月10日  | ベスト坂本九99                                                             | TOCT-26329-32   | - ロカビリー系のリサイタル作品（メモリアルボックスと大半が重複）や、未商品・未CD化のテレビ番組やコンサートにまつわる音源を中心にリマスタリング処理のうえ収録。CD4枚組。EMIミュージック・ジャパンへと社名が変わってから坂本九としての初作品である。ライナーノーツによればまだ商品化されていない楽曲が存在しているとのこと。 |
| 2008年5月17日  | 「映画監督舛田利雄の音楽」日活編 上を向いて歩こう〜舛田利雄 meets 中村八大 | CDSOL-1228      | - 日本映画の挿入歌と劇中音楽を新たに編集してCD化するシリーズ「Hotwax trax」の作品。舛田利雄の監督作品「上を向いて歩こう」と「ひとりぼっちの二人だが」からの音源を収録。 - 「上を向いて歩こう」のレコード未発売ヴァージョンを収録。 |
| 2008年9月26日  | 九ちゃんの歌 第2集                                                         | TOCT-26675      | - レコードで発売されたものをCD化。紙ジャケット仕様で、使用上の注意の内容がレコードのままになっている。 |
| 2011年10月12日 | 689 コンプリート                                                           | TOCT-90034-35   | - アニバーサリー・ベスト。オリジナルアルバム「689」（メモリアルボックスでCD化）と、「上を向いて歩こう」「久しぶりのあなた」など六八九トリオによる楽曲全29曲を新たにリマスタリングのうえ収録。2枚組。 |
| 2011年10月12日 | ダニー飯田とパラダイス・キング ゴールデン☆ベスト*                          | TOCT-11287      | - 『ゴールデン☆ベスト』シリーズ。坂本がメインボーカルを担当した楽曲も収録。 |
| 2013年6月15日  | 6×8 Song Book Vol.1 ～上を向いて歩こう～                                   | TOCT-29165      | - 「上を向いて歩こう」ビルボード・チャート1位50周年記念CD。国内外の著名アーティストに日本語詞・英語詞・インストゥルメンタルでカヴァーされたものを収録。 - 同曲を生み出した永六輔と中村八大の“68コンビ”によるヒット曲も合わせて選りすぐりで収録。 - 坂本による歌唱音源は、「上を向いて歩こう ～beyond the time～」と題したステレオ・ヴァージョン。                                                                                             |
| 2017年12月6日  | 坂本九 ベスト～心の瞳                                                      | UPCY-7456       | - シングル「心の瞳」と同時発売。 - 「上を向いて歩こう」(ベスト盤初収録となるステレオ・ヴァージョン)、「見上げてごらん夜の星を」、「明日があるさ」などの代表曲に加え、現在は教科書にも掲載され合唱曲としても浸透している重要曲「心の瞳」を、新たにダビング・リミックスを施したニュー・ヴァージョンで収録。 |

### 企画盤
| 発売 年月日    | アルバムタイトル             | 規格品番   | 備考 |
| -------------- | ---------------------------- | ---------- | --- |
| 1997年12月10日 | 坂本九／トリビュートアルバム | TOCT-10013 | - トリビュート・アルバム。「悲しき六十才」から制作担当していた東芝レコードのプロデューサー草野浩二が担当。 - 参加アーティスト：長渕剛・THE ALFEE・西田ひかる・ダニー飯田とパラダイスキング・森山加代子・一路真輝・DICK LEE・坂本冬美・大江千里・中西圭三・JAYWALK・南こうせつ・中山秀征&THE 虎舞竜 - それぞれのアーティストが坂本の代表曲を個性的に歌唱あるいは演奏している。終曲の「そして想い出（歌唱：大島花子&大島舞子）」の冒頭には、吉永小百合のナレーションによるメッセージが収録されている。 |
| 2001年7月4日   | 明日があるさ                 | SRCL-5130  | - ソニー・ミュージックレコーズから発売。 - リバイバルヒットを受けて柏木由紀子と2人の娘、更に坂本の歌唱も加えられた家族4人の仮想ユニット「虹の合唱団」によるシングル。秋元康が6番まで新しい歌詞を書き、7番に坂本が歌うオリジナルの6番を加えたもので、ラストは4人全員で歌っている。谷啓らがコーラスで参加している。 - mora（旧Bitmusic）でダウンロード販売中。 |
| 2004年9月8日   | 心の瞳                       | OMCA-3006  | - オーマガトキから発売。 - 柏木由紀子と2人の娘で結成されたユニット「maman et ses filles（ママン・エ・セフィーユ）」によるミニアルバム。自宅内で8トラックテープに録音された坂本の楽曲を所々織りこみ、インスパイアしている。 - 表題曲を品川女子学院生徒の女声合唱によるアレンジで収録している。 |

### ソノシート
| 発表 年月日 | 作品名           | 備考 |
| ----------- | ---------------- | --- |
| 1963年      | とってもいい朝だ | - 農林中央金庫CMソング。 - 作詞：山上路夫、作曲：いずみたく - ソノシート・楽譜を各2万枚作成し、全国の農協・信連本支所に配布した。 |

### 国外盤
| 発売 年月日 | アルバムタイトル                 | 備考                                                   |
| ----------- | -------------------------------- | ------------------------------------------------------ |
| 1963年      | Sukiyaki and Other Japanese Hits | キャピトル・レコードにより発売された、ベストアルバム。 |

## 出演作

### 映画
- 1959年 - 上役・下役・ご同役（東宝）
- 1960年 - 山のかなたに 第1部リンゴの頬 （東宝）
- 1960年 - 山のかなたに 第2部魚の接吻 （東宝）
- 1961年 - 悲しき60才 （大映東京）
- 1961年 - アワモリ君売出す （東宝）
- 1961年 - 喜劇 駅前団地 （東京映画）
- 1961年 - アワモリ君乾杯! （東宝）
- 1961年 - 喜劇 駅前弁当 （東京映画）
- 1961年 - アワモリ君西へ行く （宝塚映画）
- 1962年 - 上を向いて歩こう （日活）
- 1962年 - 九ちゃん音頭 （松竹大船）
- 1962年 - 若い季節 （東宝）
- 1962年 - ひとりぼっちの二人だが （日活）
- 1962年 - バラキンと九ちゃん 申し訳ない野郎たち （松竹大船）
- 1963年 - 九ちゃんの大当りさかさま仁義 （東映東京）
- 1963年 - クレージー作戦 先手必勝 （東宝）
- 1963年 - 九ちゃん刀を抜いて （東映京都）
- 1963年 - ジェリーの森の石松 （東映京都）
- 1963年 - 見上げてごらん夜の星を （松竹大船）
- 1964年 - 男嫌い（東宝）
- 1964年 - 喜劇 陽気な未亡人 （東京映画）
- 1964年 - 万事お金（東宝）
- 1964年 - 幸せなら手をたたこう （大映東京）
- 1965年 - ガリバーの宇宙旅行 （東映動画）※　劇場用アニメーション作品の声優（主人公テッド）。また劇中での歌唱。
- 1965年 - 調子のいい奴 いたずらの天才 （マナセ・プロ）
- 1965年 - ハイウェイの王様 （マナセ・プロ）
- 1966年 - 坊っちゃん （松竹大船）[1]
- 1967年 - 九ちゃんのでっかい夢 （松竹大船）
- 1967年 - 君は恋人 （日活）
- 1975年 - 吶喊 （喜八プロ＝ATG）
- 1975年 - 新八犬伝 第一部 芳流閣の決斗 （芸苑社）
- 1976年 - 泣きながら笑う日

### 舞台
- 努力しないで出世する方法（1964年、新宿コマ劇場） - 主演：フィンチ 役
- 君はいい人、チャーリーブラウン（1977年） - 主演：チャーリー・ブラウン 役

### CM
- 明治屋 マイジュース
- ハウス食品 ククレカレー（CMソングのみ）、ハンバーグヘルパー（妻・柏木と共演）
- 日立製作所 ククレット（電子レンジ、妻・柏木と共演）
- ニチイ（現・イオン）

ほか、多数

### テレビ
- 夢であいましょう（NHK総合）
- 若い季節（NHK総合、1961年 - 1964年）
- 教授と次男坊（日本テレビ、1961年）
- 東芝日曜劇場「すりかえ」（TBS、1961年）
- 男嫌い（1963年）
- ぼうや（日本テレビ、1963年） - 坂口一 役
- 7時にあいまショー（TBS、1963年6月8日放送分がビデオおよびDVD化されている。）
- 明日があるさ（日本テレビ、1964年）
- ブラザー劇場「水戸黄門」（TBS、1964年 - 1965年）
- 九ちゃん! → イチ・ニのキュー!（日本テレビ、1966年 - 1969年まで司会）[1]
- フジ三太郎（TBS、1968年）[1]
- 銀河ドラマ「わが歌声の高ければ」[31]（NHK総合、1969年） - 榎本健一 役[1]
- マイホーム'70!（1970年、TBS）
- 天下御免（NHK総合、1971年 - 1972年まで出演） - 杉田玄白 役
- キイハンター（TBS）
  - 第183話「九ちゃんのスパイ大作戦」（1971年） - サムライ
  - 第262話「また逢う日までキイハンター」（1973年）
- まんまる四角（TBS、1973年）
- 連続人形劇・新八犬伝（NHK総合、1973年 - 1975年、黒衣のナレーターで出演）[1]
- 特捜記者（関西テレビ、1973年）
  - 第7話「血が足りない」
- 九ちゃんのハッティタウン物語（東京12チャンネル（現・テレビ東京））
- 日曜家族スタジオ（NHK総合、1976年 - 1977年、司会）
- こども面白館（NHK総合、1977年）
- 火曜劇場「名もなく貧しく美しく」（日本テレビ、1980年）
- 壬生の恋歌（NHK総合、1983年）- 坂本龍馬 役
- ふれあい広場・サンデー九（札幌テレビ、1976年 - 1985年まで司会）[1]
この番組の関係で、日本テレビ系列『24時間テレビ』の北海道地区メインパーソナリティーとして出演した（1984年まで）。
- クイズクロス5（テレビ新広島、司会）[1]
番組は1988年まで続いた（1985年8月に死去してから半年ほど、テレビ新広島アナウンサーが務めた後、1986年1月から最終回までは由紀子が司会を務めた）。
- キッチンパトロール（TBS、1975年 - 1985年まで司会）[1]
- スター千一夜（フジテレビ、1979年 - 1981年まで司会）[1]
- スター誕生!（日本テレビ、1981年 - 1982年まで3代目司会）[1]
- なるほど!ザ・ワールド（フジテレビ）
1981年 - 1985年まで、由紀子とともに準レギュラー解答者で出演。1985年8月13日放送の200回記念が最後の出演。
- クイズEXPO'70（読売テレビ、1969年10月 - 1970年3月、司会）
- 買ッテ来ルゾト勇マシク（読売テレビ、1973年、司会）
- ジャンボクイズ100対100（フジテレビ、1974年、司会）
- たんけんぼくのまち（NHK教育、1984年、テーマ曲を担当）
- 水曜ドラマスペシャル「早すぎた結婚 遅すぎた恋」（TBS、1985年）

### ラジオ
- 東芝ワイドワイドサンデー（ニッポン放送、1971年2月7日 - 1972年6月25日）- パーソナリティ
- 必勝ホームランワイド 有楽町で逢いましょう（ニッポン放送）水曜日

## NHK紅白歌合戦出場歴
| 年度/放送回             | 回 | 曲目                            | 出演順 | 対戦相手       | 備考   |
| ----------------------- | -- | ------------------------------- | ------ | -------------- | ------ |
| 1961年(昭和36年)/第12回 | 1  | 上を向いて歩こう                | 21/25  | 坂本スミ子     |        |
| 1962年(昭和37年)/第13回 | 2  | 一人ぼっちの二人                | 12/25  | 吉永小百合     |        |
| 1963年(昭和38年)/第14回 | 3  | 見上げてごらん夜の星を          | 20/25  | 梓みちよ       |        |
| 1964年(昭和39年)/第15回 | 4  | サヨナラ東京                    | 24/25  | ザ・ピーナッツ | トリ前 |
| 1965年(昭和40年)/第16回 | 5  | ともだち                        | 04/25  | 雪村いづみ     |        |
| 1966年(昭和41年)/第17回 | 6  | レッツ・キス                    | 06/25  | 倍賞千恵子     |        |
| 1967年(昭和42年)/第18回 | 7  | エンピツが一本                  | 14/23  | 中尾ミエ       |        |
| 1968年(昭和43年)/第19回 | 8  | 世界の国からこんにちは          | 21/23  | 水前寺清子     |        |
| 1969年(昭和44年)/第20回 | 9  | 見上げてごらん夜の星を（2回目） | 10/23  | 岸洋子         |        |
| 1970年(昭和45年)/第21回 | 10 | マイ・マイ・マイ                | 04/24  | 日吉ミミ       |        |
| 1971年(昭和46年)/第22回 | 11 | この世のある限り                | 04/25  | ちあきなおみ   |        |

（注意点）
- 曲名の後の（○回目）は紅白で披露された回数を表す。
- 出演順は「（出演順）／（出場者数）」で表す。
- 備考のトリ等の次にある()はトリ等を務めた回数を表す

### 坂本九の持ち歌が紅白歌合戦で他の歌手によって歌唱された例
- 坂本の死後も、多くの歌手によって坂本の持ち歌が歌い継がれている。

| 年度/放送回               | 歌手名               | 曲目                   | 備考 |
| ------------------------- | -------------------- | ---------------------- | --- |
| 1992年（平成4年）/第43回  | デューク・エイセス   | 見上げてごらん夜の星を | |
| 1995年（平成7年）/第46回  | 南こうせつ           | 上を向いて歩こう       | 阪神・淡路大震災の被災者へのメッセージの意味を込めた特別企画として歌唱された。                                 |
| 2000年（平成12年）/第51回 | 出場歌手全員         | 上を向いて歩こう       | 第一部終了後、坂本九の紅白出演時の映像のもと、出場歌手が斉唱した。                                             |
| 2001年（平成13年）/第52回 | ウルフルズ・Re:Japan | 明日があるさ           | 「明日があるさ 新世紀スペシャル」のタイトルで、両者がコラボレーションした。                                    |
| 2003年（平成15年）/第54回 | 平井堅               | 見上げてごらん夜の星を | 最新技術を用いた坂本の第14回の紅白での歌唱映像との組み合わせで、平井と坂本の映像の仮想デュエットが披露された。 |
| 2004年（平成16年）/第55回 | 出場歌手全員         | 上を向いて歩こう       | 第一部後半において、出場歌手が斉唱した。                                                                       |
| 2005年（平成17年）/第56回 | 布施明、ゴスペラーズ | 上を向いて歩こう       | 企画枠「タイムスリップ60年 昭和・平成ALWAYS」内で歌唱。                                                        |
| 2011年（平成23年）/第62回 | 松田聖子・神田沙也加 | 上を向いて歩こう       | 東日本大震災の復興ソングとして、聖子のカウントダウンライブが行われていた東京体育館から中継で歌唱した。         |
| 2012年（平成24年）/第63回 | 徳永英明             | 上を向いて歩こう       | |
| 2019年（令和元年）/第70回 | Hey!Say!JUMP         | 上を向いて歩こう       | |

## NHKみんなのうた出演歴
▲はラジオのみでの再放送。△はNHK衛星第2テレビ（現：BSプレミアム）番組『なつかしのみんなのうた』での再放送。
| 初放送                                         | 曲目                          | コーラス             | 再放送 |
| ---------------------------------------------- | ----------------------------- | -------------------- | --- |
| 1965年（昭和40年）2月 - 3月                    | 空をみあげて（おお!みんなで） | 西六郷少年少女合唱団 | 2016年（平成28年）2月 - 3月▲ 2021年（令和3年）4月 - 5月▲ 2025年（令和7年）6月 - 7月 |
| 1967年（昭和42年）8月 - 9月                    | 四人目の王さま                | （なし）             | 2006年（平成18年）8月29日△ 2006年（平成18年）12月21日△ 2007年（平成19年）1月2日△ 2021年8月 |
| 1967年（昭和42年）10月 - 11月                  | えんぴつが一本                | （なし）             | 2021年（令和3年）12月▲ |
| 1969年（昭和44年）6月 - 7月                    | トットトコ                    | ひばり児童合唱団     | 2015年（平成27年）4月 - 5月▲ |
| 1969年（昭和44年）12月 - 1970年（昭和45年）1月 | あしたに賭ける数え歌          | （なし）             | 1970年（昭和45年）8月 - 9月 2006年（平成18年）9月5日△ 2006年（平成18年）12月17日△ 2007年（平成19年）1月3日△ 2008年（平成20年）12月 - 2009年（平成11年）1月▲ 2011年（平成13年）4月3日 2014年（平成26年）12月 - 2015年（平成27年）1月 |
| 1983年（昭和58年）8月 - 9月                    | 馬のシッポ ぶたのシッポ       | 東京放送児童合唱団   | 2010年（平成22年）8月 - 9月 2015年（平成27年）8月 - 9月▲ |